# His Mother
His Mother é um filme dramático dos Estados Unidos de 1911, estrelado por Mary Maurice e Maurice Costello. O filme mudo foi distribuído pela General Film Company.

## Elenco
- Mary Maurice
- Maurice Costello
- Mabel Normand
- Hazel Neason